# Stichopogon parvulus
Stichopogon parvulus là một loài ruồi trong họ Asilidae. Stichopogon parvulus được Bigot miêu tả năm 1859.